# مزاحم العقيلي
مزاحم بن الحارث العقيلي شاعر غزل بدوي عاش في العصر الأموي. توفي في العام (120 للهجرة- 738 ميلادية).
كان من الشجعان المعروفين من بني عقيل كان في زمن جرير والفرزدق وكان شعره جيداً.
قال الشاعر ذو الرمة عنه: «يقول وحشياً من الشعر لا يقدر أحد أن يقول مثله».
مزاحم بن الحارث أو مزاحم بن عمرو بن مرة بن الحارث من بنى عقيل بن كعب من عامر بن صعصعة. وسئل كل من جرير والفرزدق أتعرف أحداً أشعر منك؟ فقال: الفرزدق لا، إلا أن غلاماً من بنى عقيل يركب أعجاز الإبل وينعت الفلوات فيجيد. وأجاب جرير بما يشبه ذلك. وقيل لذي الرمة: أنت أشعر الناس فقال: لا، ولكن غلام من بن عقيل يقال له مزاحم يسكن الروضات يقول وحشياً من الشعر لا يقدر أحد أن يقول مثله. وأورد البغدادي والجمحي بعض محاسن شعره.
وقد نشرها المستشرق كرنكو مع ترجمة إنكليزية، وظهرت في ليدن (هولندة) 1920 م.